# Xanthopimpla trunca
Xanthopimpla trunca är en stekelart som beskrevs av Krieger 1915. Xanthopimpla trunca ingår i släktet Xanthopimpla och familjen brokparasitsteklar.

## Underarter
Arten delas in i följande underarter:
- X. t. citricornis
- X. t. pallipes
- X. t. conjuncta
- X. t. centrata